# Japanse wasbeerhond
De Japanse wasbeerhond of tanuki (Nyctereutes viverrinus) is een zoogdier uit de familie van de hondachtigen (Canidae). De wetenschappelijke naam van de soort werd voor het eerst geldig gepubliceerd door Coenraad Jacob Temminck in 1839. De soort werd in 2015 afgesplitst van de wasbeerhond (Nyctereutes procyonoides).

## Voorkomen
De soort komt alleen voor in Japan.